# Naver Corporation
NAVER Corporation (Не́йвер корпоре́йшн, кор. 네이버 주식회사) — ведущая южнокорейская интернет-компания, оператор самого популярного в стране портала Naver, а также первого в Корее детского портала Jr. Naver и сервиса мгновенного обмена сообщениями Line.
Компания начала работу в 1999 году. Штаб-квартира находится в городе Соннам.
В плане чистой прибыли Naver Corporation является самой крупной интернет-компанией Кореи. По состоянию на октябрь 2014 года она занимает 80 процентов корейского рынка поисковых систем  (то есть обрабатывает 80 процентов всех сделанных южнокорейскими пользователями поисковых запросов).

## История
В июне 1999 года был открыт веб-портал Naver, доля которого по состоянию на 2014 год на корейском рынке поисковых систем составляла  70%.
В 2011 году компания Naver создала систему Line, сервис для мгновенного обмена сообщениями для смартфонов. За 18 месяцев система разрослась до 100 миллионов пользователей, а за меньше чем три года с момента запуска достигла отметки в 400 миллионов пользователей по всему миру.